# Gun Frontier
Gun Frontier (japanisch ガン フロンティア) ist eine japanische Manga-Serie von Leiji Matsumoto, die zwischen 1972 und 1975 veröffentlicht wurde. Die Reihe wurde 2002 als Animeserie adaptiert.

## Inhalt
Die Gun Frontier ist eine raue und karge Einöde, in der die Schwachen es nicht einmal zu träumen wagen. Die Einöde gilt aber auch als heiliges Land, in dem sich ein Mann beweisen und lebendig fühlen kann. Der frühere Pirat Frank Harlock und der umherreisende Samurai Tochiro erreichen zu Beginn der Geschichte die westliche Grenze der Gun Frontier im Wilden Westen der USA. Sie sind verbissen auf der Suche nach einem verschollenen Clan japanischer Einwanderer und nach Wild Utamaru, der die Siedler von Samurai Creek und mit ihnen den Clan von Tochiro verraten hat. Gemeinsam mit einer mysteriösen Frau, die sie unterwegs treffen, bekämpfen die Weggefährten Zwangsprostitution, Banditen und einen korrupten Sheriff.

## Veröffentlichung
Der Manga erschien von 1972 bis 1975 im Magazin Play Comic beim Verlag Akita Shoten. Der Verlag brachte die Kapitel auch gesammelt in drei Bänden heraus. Eine italienische Übersetzung kam ab 2012 bei Goen heraus, eine französische Fassung erschien 2016 bei Black Box.

## Verfilmung
Im Jahr 2002 produzierte Vega Entertainment eine Anime-Adaption von Gun Frontier. Regie führte Sōichirō Zen und die Drehbücher schrieben Mugi Kamio und Kenichi Araki. Das Charakterdesign entwarfen Keisuke Masunaga und Miho Nakata, die künstlerische Leitung lag bei Makoto Dobashi. Das Design der Maschinen stammt von Katsumi Itabashi. Die verantwortlichen Produzenten waren Akimoto Okagawa, Tomoyuki Imai und Toshiharu Namiki.
Die insgesamt 13 Folgen zu je 25 Minuten wurden ab dem 28. März 2002 von AT-X ausgestrahlt. Die letzte Folge wurde am 24. Juni 2002 gezeigt. Später wurde der Anime in vielen Ländern Lateinamerikas und auf den Philippinen im Fernsehen gezeigt. Spartensender zeigten auch französische, englische und italienische Fassungen.

### Synchronsprecher
| Rolle               | Japanische Sprecher (Seiyū) |
| ------------------- | --------------------------- |
| Tochiro Oyama       | Kappei Yamaguchi            |
| Captain Harlock Jr. | Eiji Takemoto               |
| Sinunora            | Rica Matsumoto              |
| Shizuku             | Chisa Yokoyama              |
| Henagum             | Hiroshi Yanaka              |
| Yoneko              | Yumi Tōma                   |
| Heidelnoir          | Kentaro Ito                 |
| Asaka               | Yumi Kakazu                 |

### Musik
Die Musik komponierte Grand Zero. Das Vorspannlied ist Style, ebenfalls von Grand Zero, und der Abspann ist unterlegt mit dem Lied Ame to Sanbika (雨と賛美歌) von Umeno Yoshizawa.

## Rezeption
Die Geschichte sei eine weitere Version der Geschichte über heroische Männlichkeit, die Leiji Matsumoto immer wieder erzähle, so die Anime Encyclopedia. In dieser Version falle jedoch auf, dass häufiger Harlock als Sidekick von Tochiro erscheint – andersherum wie in den übrigen Geschichten mit den beiden Archetypen Matsumotos.